# Envenenamento catalítico
Envenenamento catalítico ou envenenamento de catalisador refere-se ao efeito de perda da atividade de um catalisador por um composto químico. É um dos vários mecanismos de desativação catalítica existentes e consiste na quimissorção de reagentes, produtos ou impurezas sobre os sítios ativos do catalisador. O composto pode agir bloqueando um sítio ativo (ou modificando sua natureza química), interferindo na adsorção de outras espécies ou resultando na formação de novos compostos, o que reduz efetivamente a utilidade do catalisador. O processo é de natureza química e ocorre simultaneamente com a reação principal.